# Griesheim-sur-Souffel
Griesheim-sur-Souffel är en kommun i departementet Bas-Rhin i regionen Grand Est (tidigare regionen Alsace) i nordöstra Frankrike. Kommunen ligger i kantonen Truchtersheim som tillhör arrondissementet Strasbourg-Campagne. År 2022 hade Griesheim-sur-Souffel 1 223 invånare.

## Befolkningsutveckling
Antalet invånare i kommunen Griesheim-sur-Souffel
| Referens: INSEE |